# Ingré
Ingré – miejscowość i gmina we Francji, w Regionie Centralnym, w departamencie Loiret.
Według danych na rok 1990 gminę zamieszkiwało 5880 osób, a gęstość zaludnienia wynosiła 282 osoby/km² (wśród 1842 gmin Centre, Ingré plasuje się na 59. miejscu pod względem liczby ludności, natomiast pod względem powierzchni na miejscu 630.).